# Koningin (titel)

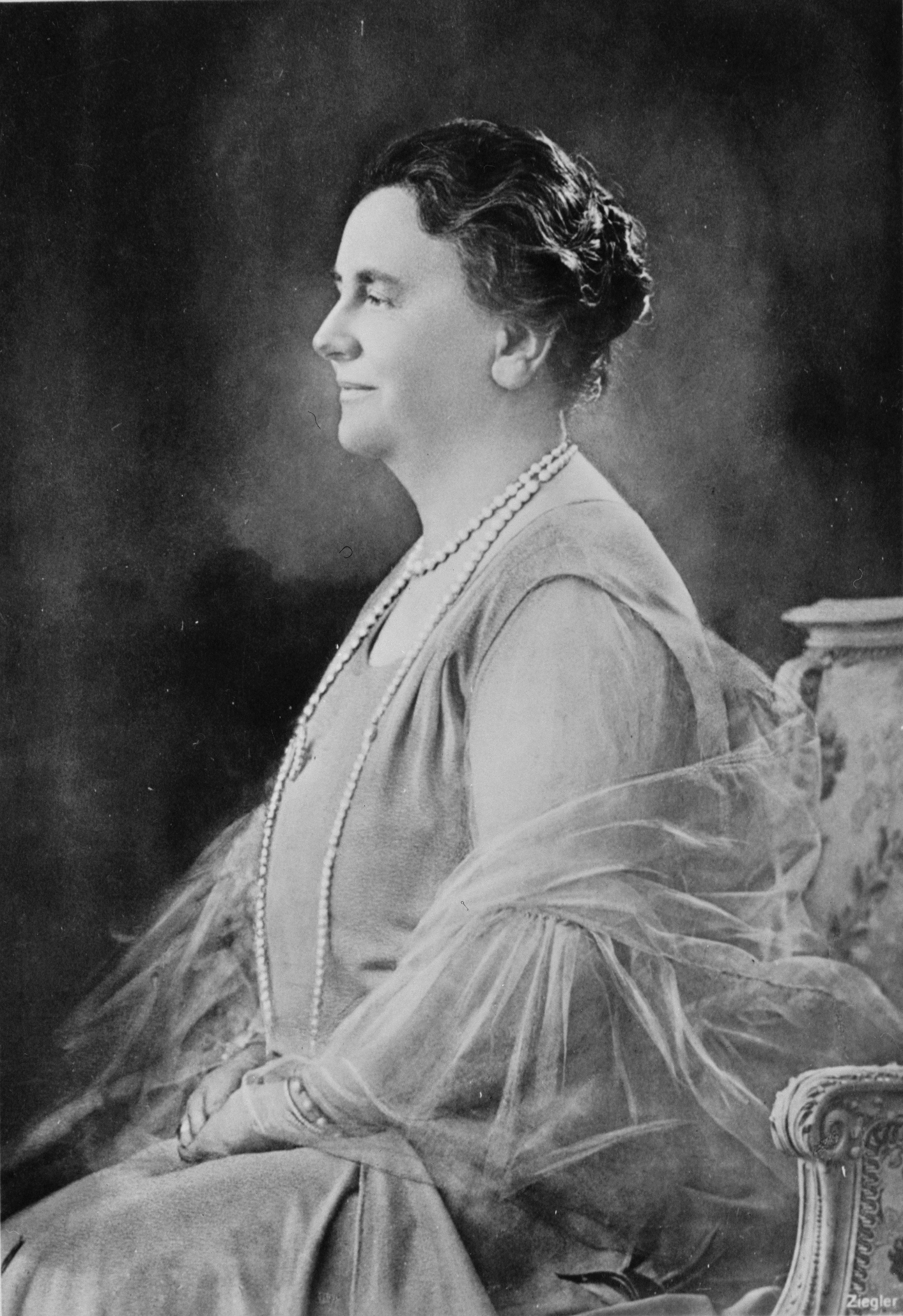
De Nederlandse koningin Wilhelmina

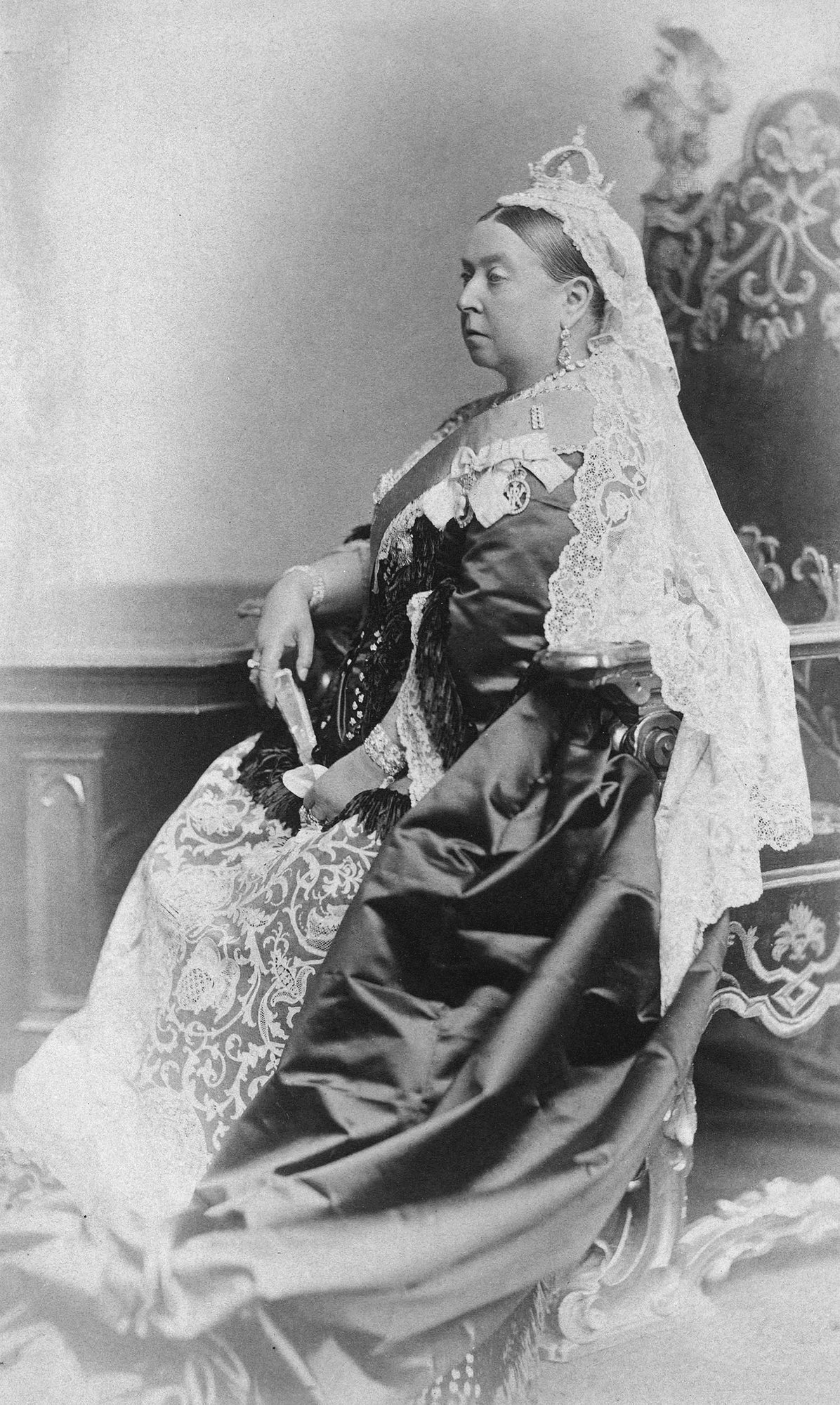
Koningin Victoria van het Verenigd Koninkrijk

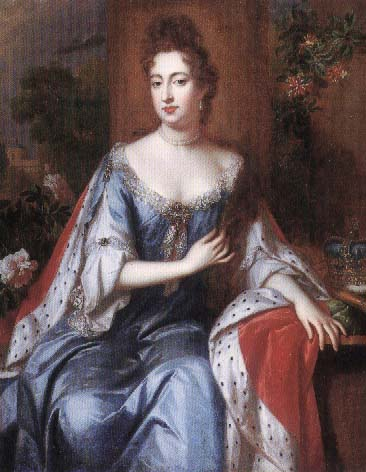
Koningin Maria II van Engeland

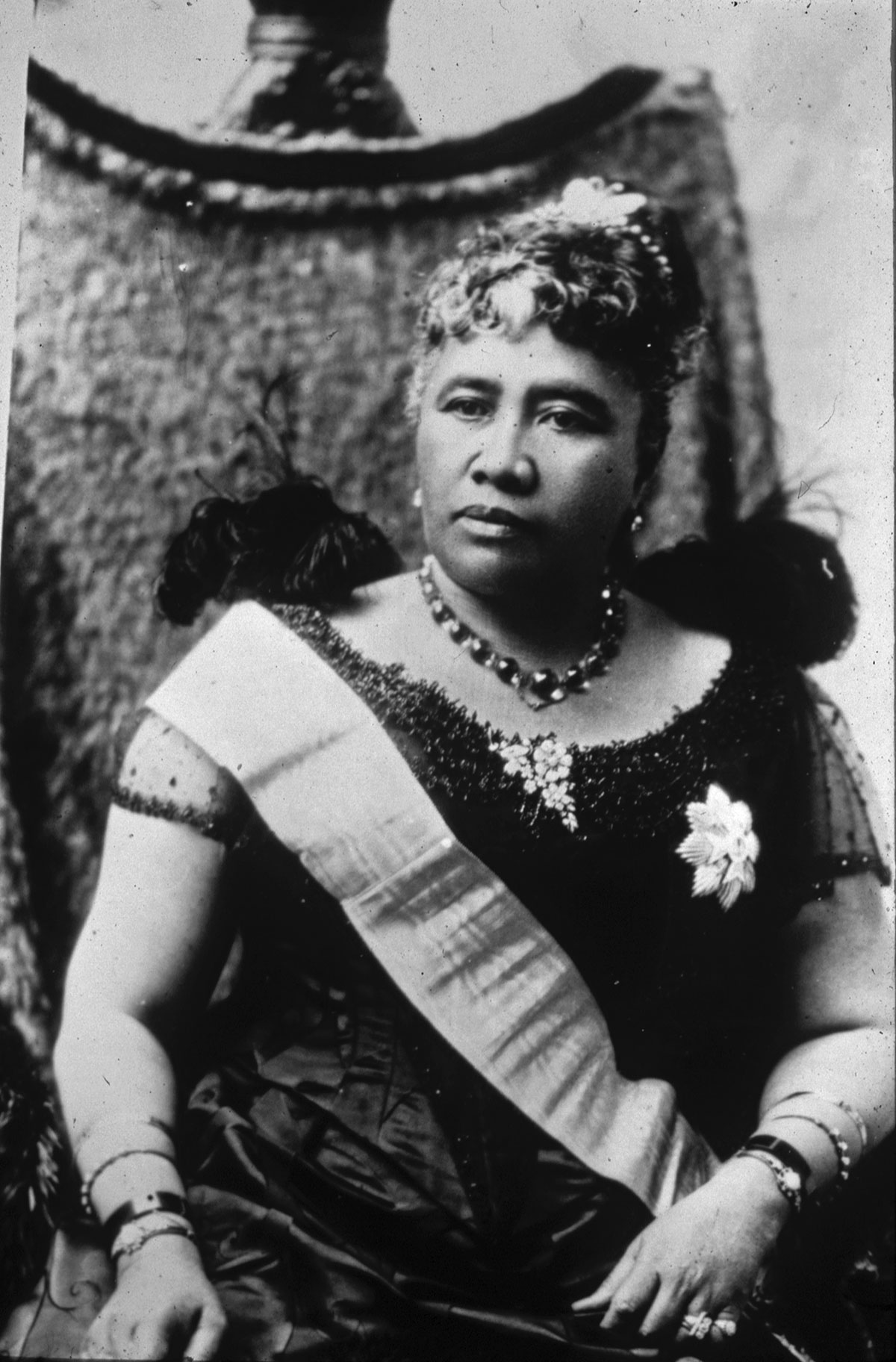
Koningin Liliuokalani van Hawaï

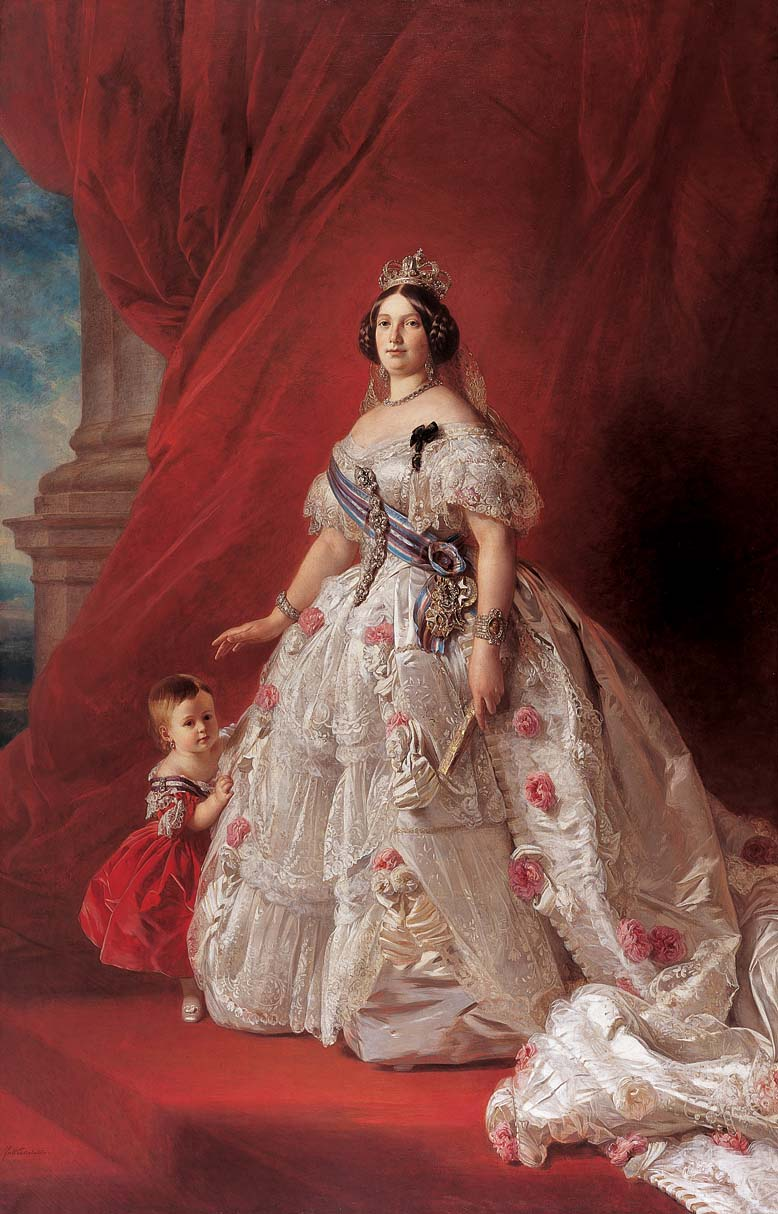
De Spaanse koningin Isabella II

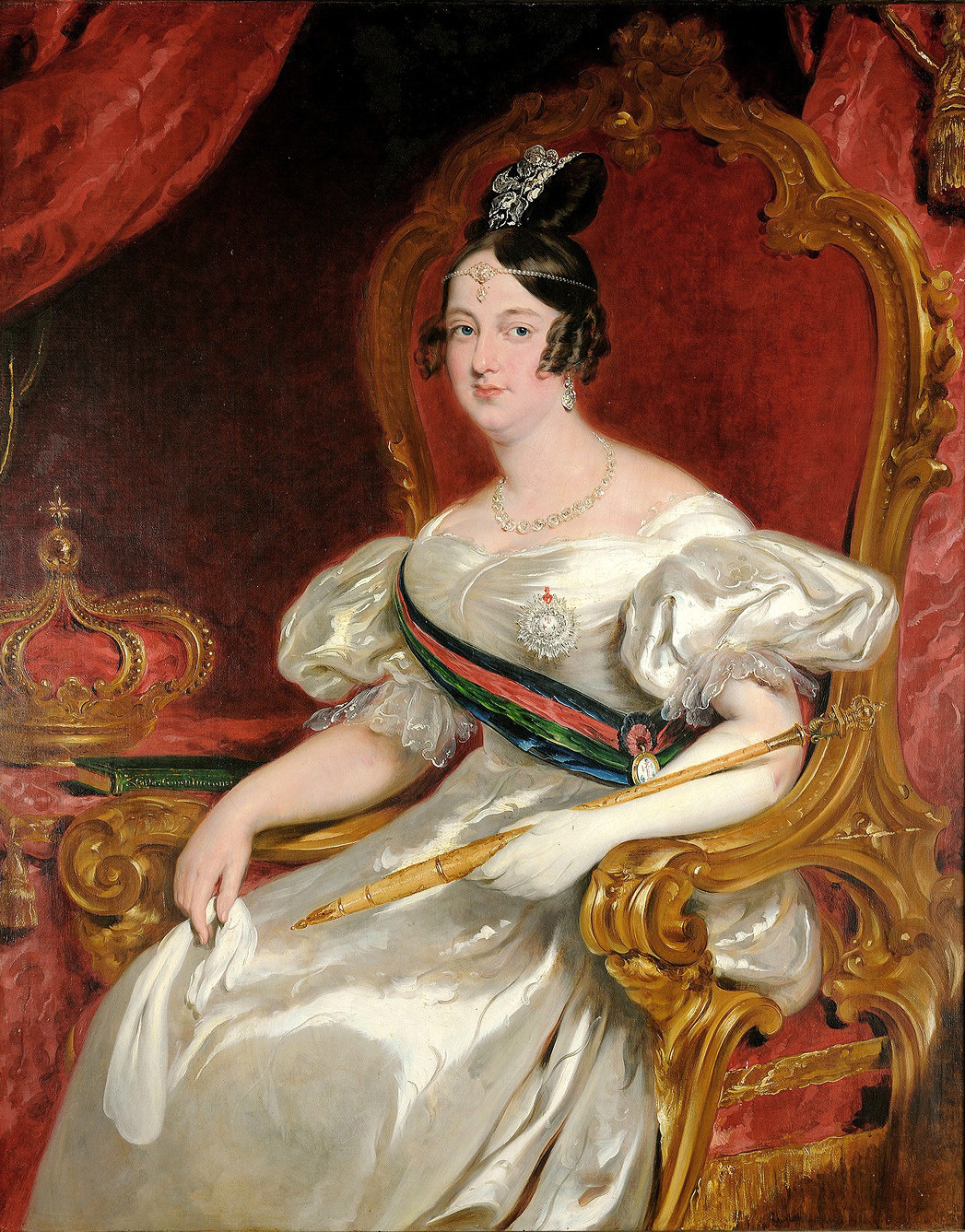
De Portugese koningin Maria II

Een koningin is ófwel het vrouwelijke staatshoofd van een koninkrijk, ófwel de gemalin (huwelijkspartner) van de koning die die positie bekleedt. Om verwarring met de grondwettelijke titel "koning" te voorkomen, wordt de gemaal van een vrouwelijk staatshoofd in Nederland geen koning genoemd, maar prins-gemaal.
In sommige landen is wettelijk vastgelegd dat een vrouw nooit staatshoofd kan worden.

## Nederland
In Nederland hebben vier generaties van koninginnen geregeerd, over een periode van meer dan 100 jaar:
- 1890 - 1898: Emma (als regentes)
- 1898 - 1948: Wilhelmina
- 1948 - 1980: Juliana
- 1980 - 2013: Beatrix

Sinds 30 april 2013 is Willem-Alexander Koning der Nederlanden. Máxima wordt als gemalin van de koning aangeduid als koningin.

## België
In België is koningin Mathilde de vrouw van het staatshoofd, koning Filip, die sinds 2013 regeert. Na de abdicatie van haar echtgenoot, koning Albert II, mocht ook koningin Paola haar titel en aanspreekvorm behouden. Tot haar dood in december 2014 was er ook nog koningin Fabiola, de weduwe van koning Boudewijn, die haar titel en aanspreekvorm bij Koninklijk Besluit mocht behouden.  België was tot het overlijden van Fabiola in december 2014 het enige land met drie koninginnen, van wie twee dus uitsluitend titulair. Het onderscheid werd gemaakt door Mathilde Koningin der Belgen te noemen en Paola en Fabiola koningin van België. Koningin Paola wordt, als moeder van koning Filip, ook aangeduid met de titel koningin-moeder.

## Jordanië
Jordanië heeft op dit moment twee koninginnen. Een van hen is koningin Rania, de echtgenote van koning Abdoellah II. De ander is koningin Noor, de weduwe van de in 1999 overleden koning Hoessein. Na het overlijden van haar man mocht ze haar titel behouden. Omdat koningin Noor niet de moeder van koning Abdoellah is, kan geen verschil gemaakt worden door haar "koningin-moeder" te noemen.

## Andere landen
Ook andere landen hebben of hadden koninginnen als hoogste vertegenwoordigers van hun koningshuizen:

### BohemenenHongarije
- 1740 - 1780: Maria Theresia

### Castilië,LeónenSpanje
- 1109 - 1126: Urraca
- 1217: Berenguela
- 1474 - 1504: Isabella I
- 1504 - 1555: Johanna
- 1665 - 1675: Maria Anna van Oostenrijk (als regentes voor de minderjarige koning Carlos II)
- 1833 - 1868: Isabella II
- 1833 - 1840: Maria Christina van Bourbon-Sicilië (als regentes voor de minderjarige koningin Isabella II)
- 1885 - 1902: Maria Christina van Oostenrijk (als regentes voor de minderjarige koning Alfons XIII)

### Denemarken
- 1387 - 1412: Margaretha I
- 1972 - 2024: Margrethe II

### Egypte
- 1479-1458 v.Chr.: Hatsjepsoet
- 51-30 v.Chr.: Cleopatra

### Engelanden hetVerenigd Koninkrijk
- 1141: Mathilde, tijdens een machtsstrijd met haar neef Stefanus
- 1553: Jane
- 1553 - 1558: Maria I
- 1558 - 1603: Elizabeth I
- 1689 - 1694: Maria II, dubbel koningschap met haar man Willem III
- 1702 - 1714: Anna
- 1837 - 1901: Victoria
- 1952 - 2022: Elizabeth II

### Hawaï
- 1891 - 1893: Liliuokalani

### Polen
- 1384 - 1399: Hedwig
- 1575 - 1586: Anna

### Portugal
- 1383 - 1385: Beatrix
- 1777 - 1816: Maria I, tot 1786 dubbel koningschap met haar man Peter III
- 1826 - 1828: Maria II
- 1834 - 1853: Maria II, dubbel koningschap met haar man Ferdinand II

### Schotland
- 1286 - 1290: Margaretha
- 1542 - 1567: Maria I

### Zweden
- 1389 - 1412: Margaretha, regeerde als koningin over Zweden, Denemarken en Noorwegen.

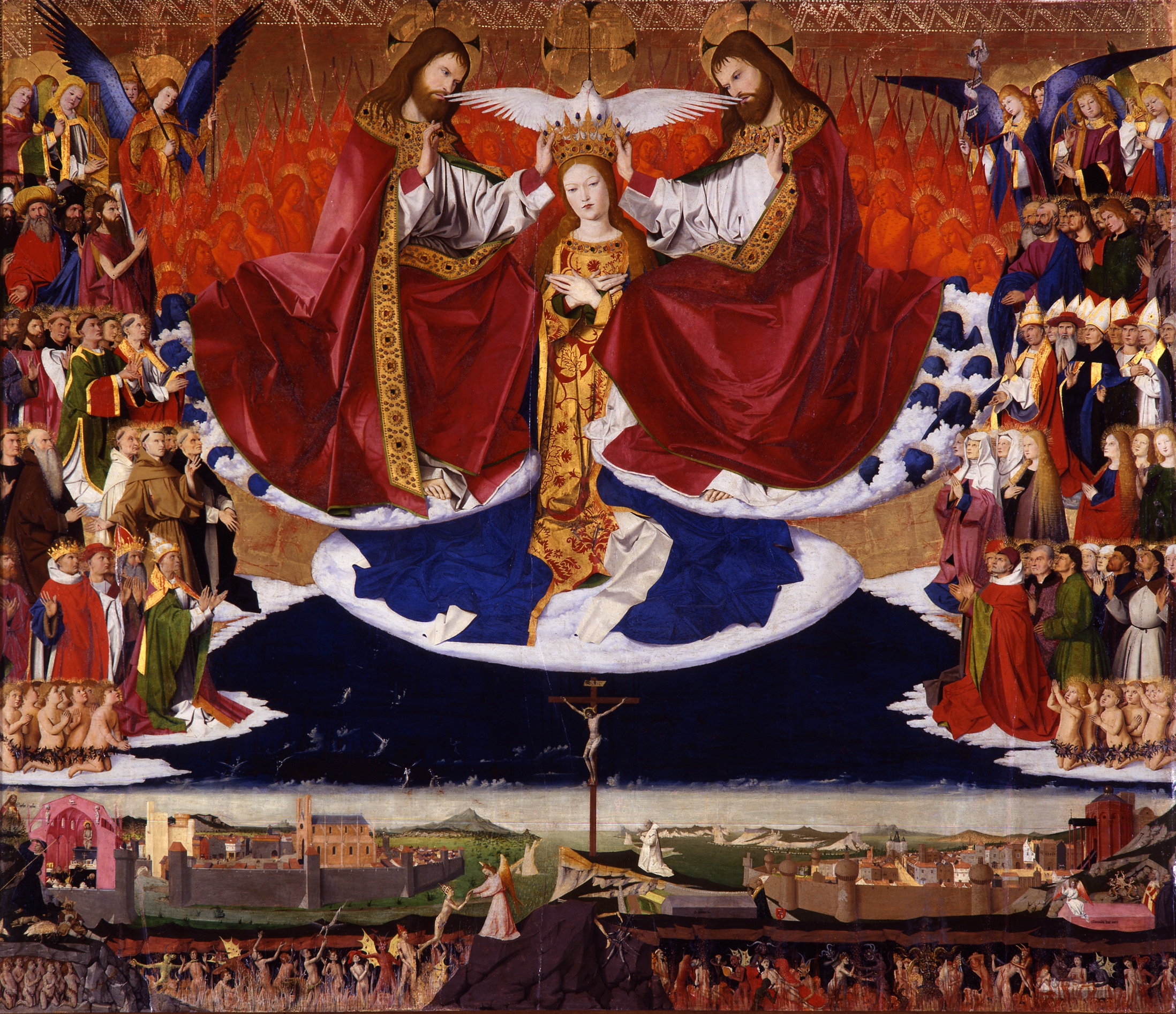
De kroning van Maria in de Hemel

- 1632 - 1654: Christina
- 1718 - 1720: Ulrike Eleonora

## Religie
In het katholicisme is Maria, de moeder van Jezus, de Koningin van de Hemel (Regina coeli). In iconografie wordt zij altijd gekroond door de Heilige Drievuldigheid.